# Unicodeblock Rejang
Der Unicodeblock Rejang (U+A930 bis U+A95F) enthält die Schriftzeichen der Rejang-Schrift (Rejang bzw. Redjang), einer Abugidaschrift, die zur Notation der Sprache Rejang (Redjang) verwendet wird, die in den indonesischen Provinzen Bengkulu und Süd-Sumatra auf Sumatra gesprochen wird.

## Tabelle
| Unicodenummer  | Zeichen (400 %) | Kategorie                               | Bidirektionale Klasse       | Offizielle Bezeichnung   | Beschreibung               |
| -------------- | --------------- | --------------------------------------- | --------------------------- | ------------------------ | -------------------------- |
| U+A930 (43312) | ꤰ               | anderer Buchstabe, Silbe oder Ideogramm | links nach rechts           | REJANG LETTER KA         | Rejang-Buchstabe Ka        |
| U+A931 (43313) | ꤱ               | anderer Buchstabe, Silbe oder Ideogramm | links nach rechts           | REJANG LETTER GA         | Relang-Buchstabe Ga        |
| U+A932 (43314) | ꤲ               | anderer Buchstabe, Silbe oder Ideogramm | links nach rechts           | REJANG LETTER NGA        | Rejang-Buchstabe Nga       |
| U+A933 (43315) | ꤳ               | anderer Buchstabe, Silbe oder Ideogramm | links nach rechts           | REJANG LETTER TA         | Rejang-Buchstabe Ta        |
| U+A934 (43316) | ꤴ               | anderer Buchstabe, Silbe oder Ideogramm | links nach rechts           | REJANG LETTER DA         | Rejang-Buchstabe Da        |
| U+A935 (43317) | ꤵ               | anderer Buchstabe, Silbe oder Ideogramm | links nach rechts           | REJANG LETTER NA         | Rejang-Buchstabe Na        |
| U+A936 (43318) | ꤶ               | anderer Buchstabe, Silbe oder Ideogramm | links nach rechts           | REJANG LETTER PA         | Rejang-Buchstabe Pa        |
| U+A937 (43319) | ꤷ               | anderer Buchstabe, Silbe oder Ideogramm | links nach rechts           | REJANG LETTER BA         | Rejang-Buchstabe Ba        |
| U+A938 (43320) | ꤸ               | anderer Buchstabe, Silbe oder Ideogramm | links nach rechts           | REJANG LETTER MA         | Rejang-Buchstabe Ma        |
| U+A939 (43321) | ꤹ               | anderer Buchstabe, Silbe oder Ideogramm | links nach rechts           | REJANG LETTER CA         | Rejang-Buchstabe Ca        |
| U+A93A (43322) | ꤺ               | anderer Buchstabe, Silbe oder Ideogramm | links nach rechts           | REJANG LETTER JA         | Rejang-Buchstabe Ja        |
| U+A93B (43323) | ꤻ               | anderer Buchstabe, Silbe oder Ideogramm | links nach rechts           | REJANG LETTER NYA        | Rejang-Buchstabe Nya       |
| U+A93C (43324) | ꤼ               | anderer Buchstabe, Silbe oder Ideogramm | links nach rechts           | REJANG LETTER SA         | Rejang-Buchstabe Sa        |
| U+A93D (43325) | ꤽ               | anderer Buchstabe, Silbe oder Ideogramm | links nach rechts           | REJANG LETTER RA         | Rejang-Buchstabe Ra        |
| U+A93E (43326) | ꤾ               | anderer Buchstabe, Silbe oder Ideogramm | links nach rechts           | REJANG LETTER LA         | Rejang-Buchstabe La        |
| U+A93F (43327) | ꤿ               | anderer Buchstabe, Silbe oder Ideogramm | links nach rechts           | REJANG LETTER YA         | Rejang-Buchstabe Ya        |
| U+A940 (43328) | ꥀ               | anderer Buchstabe, Silbe oder Ideogramm | links nach rechts           | REJANG LETTER WA         | Rejang-Buchstabe Wa        |
| U+A941 (43329) | ꥁ               | anderer Buchstabe, Silbe oder Ideogramm | links nach rechts           | REJANG LETTER HA         | Rejang-Buchstabe Ha        |
| U+A942 (43330) | ꥂ               | anderer Buchstabe, Silbe oder Ideogramm | links nach rechts           | REJANG LETTER MBA        | Rejang-Buchstabe Mba       |
| U+A943 (43331) | ꥃ               | anderer Buchstabe, Silbe oder Ideogramm | links nach rechts           | REJANG LETTER NGGA       | Rejang-Buchstabe Ngga      |
| U+A944 (43332) | ꥄ               | anderer Buchstabe, Silbe oder Ideogramm | links nach rechts           | REJANG LETTER NDA        | Rejang-Buchstabe Nda       |
| U+A945 (43333) | ꥅ               | anderer Buchstabe, Silbe oder Ideogramm | links nach rechts           | REJANG LETTER NYJA       | Rejang-Buchstabe Nyja      |
| U+A946 (43334) | ꥆ               | anderer Buchstabe, Silbe oder Ideogramm | links nach rechts           | REJANG LETTER A          | Rejang-Buchstabe A         |
| U+A947 (43335) | ꥇ                | Markierung ohne Extrabreite             | Markierung ohne Extrabreite | REJANG VOWEL SIGN I      | Rejang-Vokalzeichen I      |
| U+A948 (43336) | ꥈ                | Markierung ohne Extrabreite             | Markierung ohne Extrabreite | REJANG VOWEL SIGN U      | Rejang-Vokalzeichen U      |
| U+A949 (43337) | ꥉ                | Markierung ohne Extrabreite             | Markierung ohne Extrabreite | REJANG VOWEL SIGN E      | Rejang-Vokalzeichen E      |
| U+A94A (43338) | ꥊ                | Markierung ohne Extrabreite             | Markierung ohne Extrabreite | REJANG VOWEL SIGN AI     | Rejang-Vokalzeichen Ai     |
| U+A94B (43339) | ꥋ                | Markierung ohne Extrabreite             | Markierung ohne Extrabreite | REJANG VOWEL SIGN O      | Rejang-Vokalzeichen O      |
| U+A94C (43340) | ꥌ                | Markierung ohne Extrabreite             | Markierung ohne Extrabreite | REJANG VOWEL SIGN AU     | Rejang-Vokalzeichen Au     |
| U+A94D (43341) | ꥍ                | Markierung ohne Extrabreite             | Markierung ohne Extrabreite | REJANG VOWEL SIGN EU     | Rejang-Vokalzeichen Eu     |
| U+A94E (43342) | ꥎ                | Markierung ohne Extrabreite             | Markierung ohne Extrabreite | REJANG VOWEL SIGN EA     | Rejang-Vokalzeichen Ea     |
| U+A94F (43343) | ꥏ                | Markierung ohne Extrabreite             | Markierung ohne Extrabreite | REJANG CONSONANT SIGN NG | Rejang-Konsonantzeichen Ng |
| U+A950 (43344) | ꥐ                | Markierung ohne Extrabreite             | Markierung ohne Extrabreite | REJANG CONSONANT SIGN N  | Rejang-Konsonantzeichen N  |
| U+A951 (43345) | ꥑ                | Markierung ohne Extrabreite             | Markierung ohne Extrabreite | REJANG CONSONANT SIGN R  | Rejang-Konsonantzeichen R  |
| U+A952 (43346) | ꥒ                | Markierung mit Extrabreite              | links nach rechts           | REJANG CONSONANT SIGN H  | Rejang-Konsonantzeichen H  |
| U+A953 (43347) | ꥓                | Markierung mit Extrabreite              | links nach rechts           | REJANG VIRAMA            | Rejang-Virama              |
| U+A95F (43359) | ꥟               | andere Interpunktion                    | links nach rechts           | REJANG SECTION MARK      | Rejang-Abschnittszeichen   |